# Melanochromis

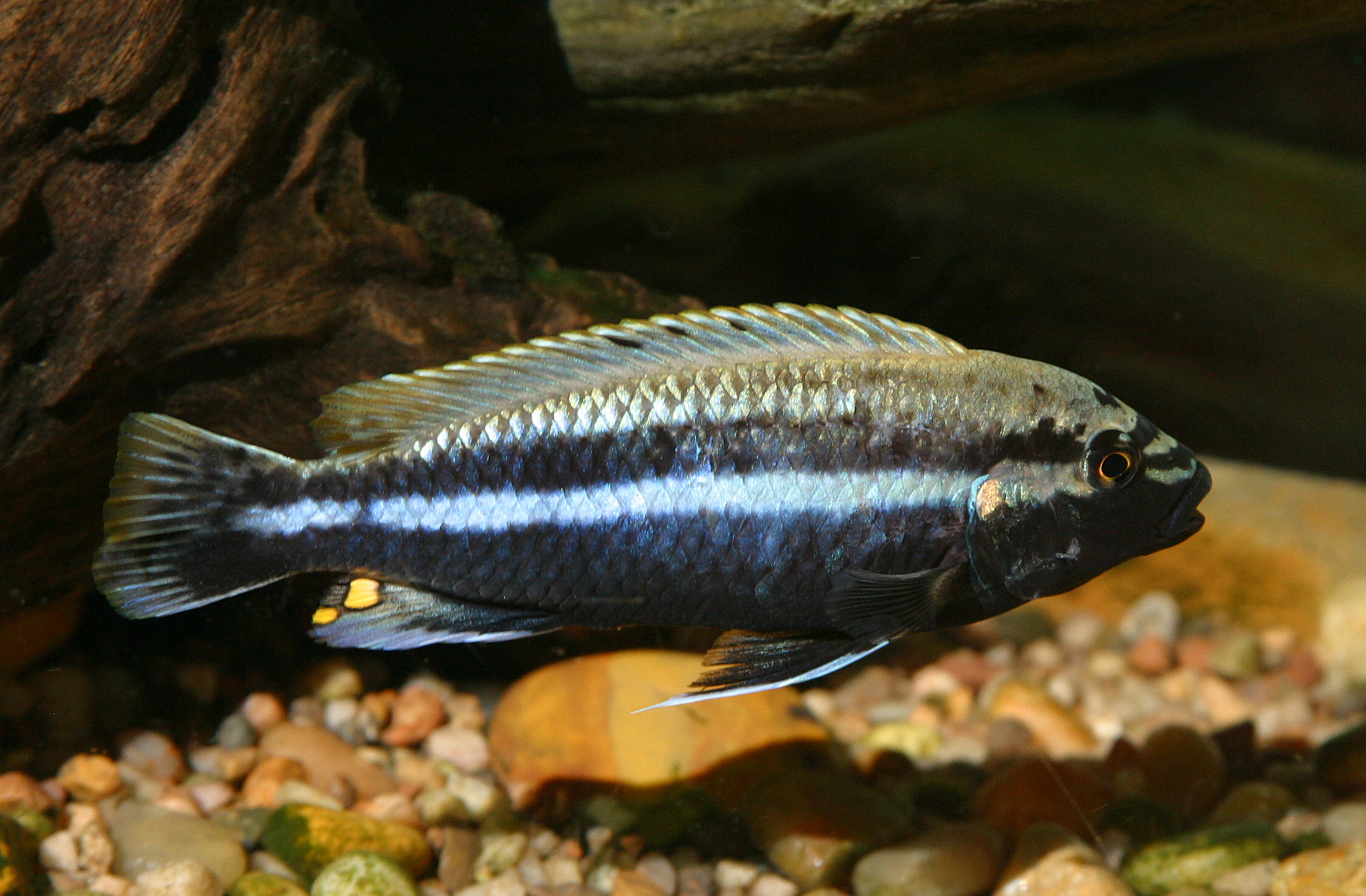
Mascle de Melanochromis auratus

Melanochromis és un gènere de peixos de la família dels cíclids i de l'ordre dels perciformes.

## Distribució geogràfica
És un endemisme del llac Malawi (Àfrica oriental)

## Taxonomia
- Melanochromis auratus (Boulenger, 1897).
- Melanochromis baliodigma (Bowers & Stauffer, 1997).
- Melanochromis benetos (Bowers & Stauffer, 1997).
- Melanochromis brevis (Kullander, 1980).
- Melanochromis chipokae (Johnson, 1975).
- Melanochromis cyaneorhabdos (Bowers & Stauffer, 1997).
- Melanochromis dialeptos (Bowers & Stauffer, 1997).
- Melanochromis elastodema (Bowers & Stauffer, 1997).
- Melanochromis heterochromis (Bowers & Stauffer, 1993).
- Melanochromis interruptus (Johnson, 1975).
- Melanochromis joanjohnsonae (Johnson, 1974).
- Melanochromis johannii (Eccles, 1973).
- Melanochromis labrosus (Trewavas, 1935).
- Melanochromis lepidiadaptes (Bowers & Stauffer, 1997).
- Melanochromis loriae (Johnson, 1975).
- Melanochromis melanopterus (Trewavas, 1928).
- Melanochromis mellitus (Johnson, 1976).
- Melanochromis parallelus (Burgess & Axelrod, 1976).
- Melanochromis perileucos (Bowers & Stauffer, 1997).
- Melanochromis perspicax (Poll, 1943).
- Melanochromis robustus (Kullander, 1986).
- Melanochromis simulans (Regan, 1922).
- Melanochromis vermivorus (Trewavas, 1935).
- Melanochromis xanthodigma (Bowers & Stauffer, 1997).[2][3][4][5][6][7][8][9]